# چوکی لوکانانی
چوکی لوکانانی (به اسپانیایی: Chuqi Luk'anani) یک کوه در پرو است. چوکی لوکانانی ۵٬۲۰۰ متر بالاتر از سطح دریا واقع شده‌است.